# L+R Records
L+R Records is een Duits platenlabel, dat zich richt op het uitbrengen van jazz en blues. Het label werd in 1979 opgericht door Horst Lippmann en Fritz Rau, die eind jaren zestig Scout Records waren begonnen. Sinds 1986 is L+R Records een merk van Bellaphon Records.
Musici wier muziek op dit label zijn uitgebracht, zijn onder meer Barrelhouse Jazzband, Chet Baker (met Archie Shepp), J.B. Lenoir, Louisiana Red, Willie Mabon, Hubert Sumlin, Eddie Boyd, Eddie Taylor en Sunnyland Slim.